# Makonde
I Makonde (o Maconde) o waMakonde sono un'etnia diffusa nel Mozambico settentrionale e nella Tanzania sudorientale.
Conosciuti come grandi guerrieri, furono fondamentali nella lotta di liberazione del Mozambico (l'indipendenza arrivò nel 1974) nei confronti del Portogallo perché oltre che feroci e agguerriti combattenti conoscevano meglio dell'esercito portoghese le foreste del nord del Mozambico dove si erano stabiliti da generazioni e questo li avvantaggiò nella lotta di liberazione.
Tra i Makonde, gli uomini hanno l'abitudine di limare i denti appuntendoli e facendoli diventare simili a quelli degli squali, il che contribuisce ad incrementare il loro aspetto aggressivo e ad alimentare la leggenda dei Makonde come guerrieri feroci. Hanno anche l'abitudine di tatuare il proprio corpo. Le colorate e a volte bizzarre maschere che rappresentano molte volte animali o persone malate vengono usate nelle loro cerimonie religiose e sono solo un esempio della ricca e antica cultura dei Makonde.
La precisa terra d'origine del popolo Makonde si trova nelle regioni montuose intorno al fiume Ruvuna che forma il confine tra il Mozambico e la Tanzania, in particolare nel sud di quest'area; qui si trovano le provincie di Capo Delgado e di Nassa. Molti Makonde vivono ancora lì, ma grandi gruppi migrarono in Tanzania stabilendosi in maggioranza nel sud o nella città di Dar es Salaam e nei suoi dintorni. Ci sono 2 popoli che definiscono sé stessi Makonde, quello del Mozambico e quello della Tanzania. Anticamente in riferimento ai Makonde si ritrovano i termini Mavia, Mawia o Maviha che significano violento, o spaventevole, o orribile.
I 2 gruppi si differenziarono per vari motivi, ma soprattutto per il contatto avuto con gli arabi da parte di quelli della Tanzania; questi diventarono in maggioranza musulmani per salvarsi dalla schiavitù, visto che gli Arabi non facevano schiavi tra i popoli praticanti la loro stessa religione.
I Makonde del Mozambico vissero invece in grande isolamento.
Entrambi i gruppi scolpivano utensili per il proprio uso quotidiano, ma soltanto quelli del Mozambico continuarono nella produzione e vendita delle sculture. La proibizione islamica di riprodurre immagini umane probabilmente giocò un importante ruolo in questa differenza ostacolando lo sviluppo della scultura nei Makonde di Tanzania.
Dopo la depressione del 1930 aumentò il numero dei Makonde che traversarono il fiume Ruvuma e molti di loro andarono a lavorare nelle piantagioni di sisal in Tanzania specialmente nelle regioni di Tanga e di Morogoro, ma anche nelle piantagioni di chiodi di garofano di Zanzibar e di Pemba.

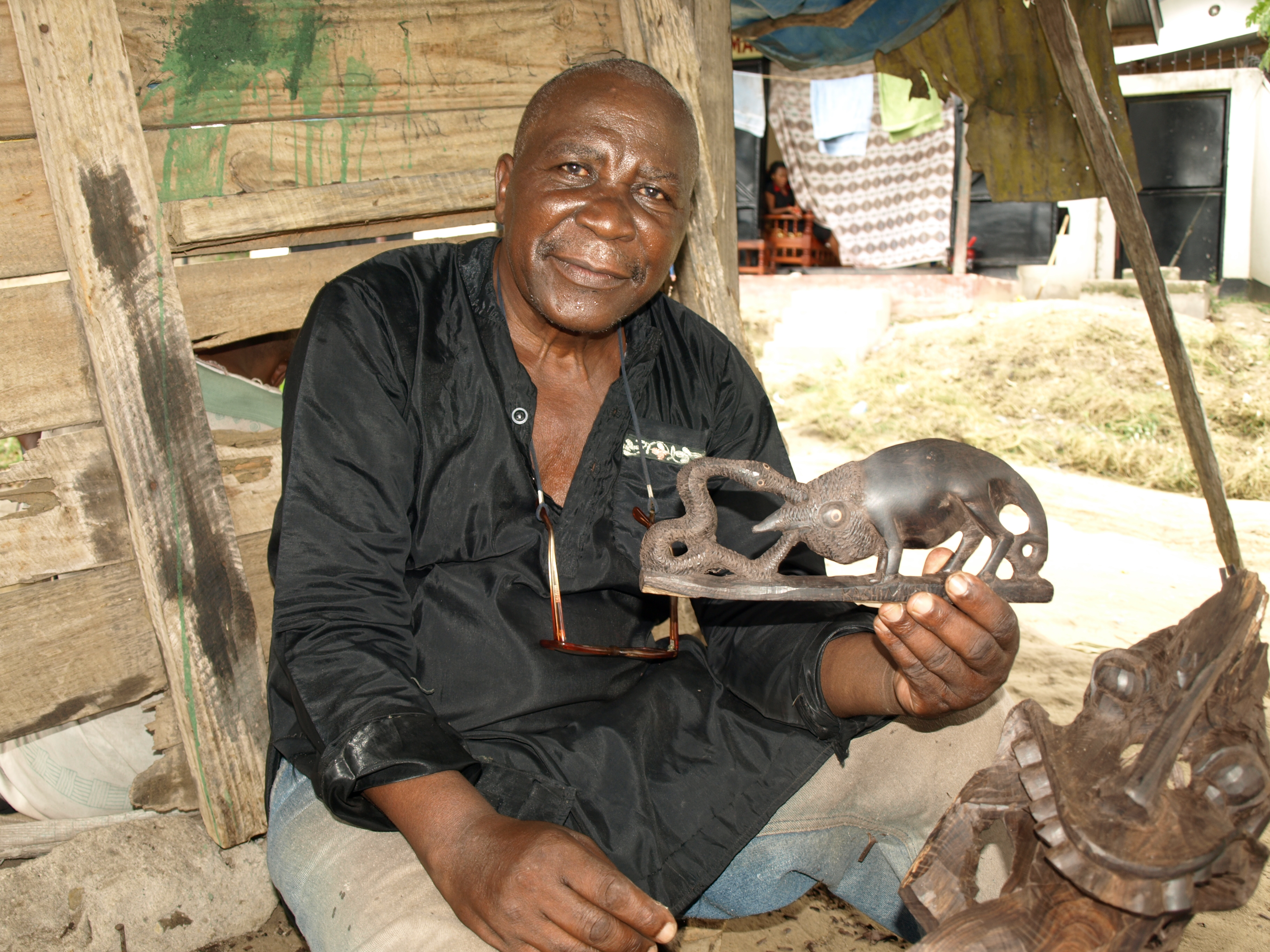
Kashimiri Matajo, uno dei grandi scultori Makonde, vive in Tanzania vicino a Dar es Salaam

Mantennero la loro tradizionale abilità nello scolpire il legno da guadagnarsi la vita nel nuovo ambiente e svilupparono quella che ora è conosciuta in tutto il mondo come scultura Makonde.
Tra i grandi scultori Makonde ricordiamo Kashimiri Matayo, Yoseph Francis, Nafasi Mpagua, Hossein Hanangagola, Dastani Nyedi.
Il termine "Chikungunya", patologia virale appartenente alla classe delle arbovirosi è una parola in lingua Makonde, che descrive l'andatura tipica di chi è affetto dalla Chikungunya: letteralmente significa "ciò che piega" o "contorce". La patologia, infatti, provoca intensi dolori articolari che costringono all'impotenza funzionale di molte articolazioni.